# 蘭嶼牛栓藤
蘭嶼牛栓藤（学名：Connarus subinaequifolius）为牛栓藤科牛栓藤屬下的一个种。

## 扩展阅读
- 維基物種上的相關：蘭嶼牛栓藤